# Anton Schwingruber
Anton Schwingruber (* 20. Mai 1950 in Werthenstein; heimatberechtigt ebenda) ist ein Schweizer Politiker (CVP).
Der Doktor der Jurisprudenz und Rechtsanwalt war von 1995 bis 2011 im Regierungsrat des Kantons Luzern. Während seiner Amtszeit leitete er zuerst acht Jahre das Volkswirtschaftsdepartement, anschliessend acht Jahre das Bildungs- und Kulturdepartement. In den Jahren 2001, 2006 und 2010 amtierte er als Schultheiss bzw. Regierungspräsident.
Schwingruber ist verheiratet, hat drei Töchter und wohnt in Werthenstein.